# Lene Nystrøm
Lene Grawford Nystrøm Rasted, poznatija samo kao Lene (Tønsberg, 2. listopada 1973.), norveška je pjevačica, kantautor, model i glumica, vokal danskog eurodance sastava Aqua. Od 2001. do 2017. bila je udata za Sørena Rasteda, također člana sastava Aqua, s kojim ima dvoje djece.

## Vanjske poveznice
- Službena stranica sastava Aqua (engl.)